# Qeqertaq
Qeqertaq (en danés: Øen), fundado en 1830, es un asentamiento sobre una isla situada al sur de la península Nuussuaq en la municipalidad de Qaasuitsup, en Groenlandia occidental, y se localiza aproximadamente en 70°00′N 51°19′O / 70.000, -51.317. Su población en 2008 ascendía a 136 habitantes.

## Transporte
Air Greenland ofrece sus servicios al pueblo como parte de un contrato con el gobierno, con vuelos entre el Helipuerto de Qeqertaq y el Aeropuerto de Ilulissat.